# أكمية مخروطية
أكمية مخروطية (الاسم العلمي: Aechmea conifera) هو نوع نباتي يتبع جنس الأكمية من فصيلة البروميلية.